# CP Urbanos do Porto

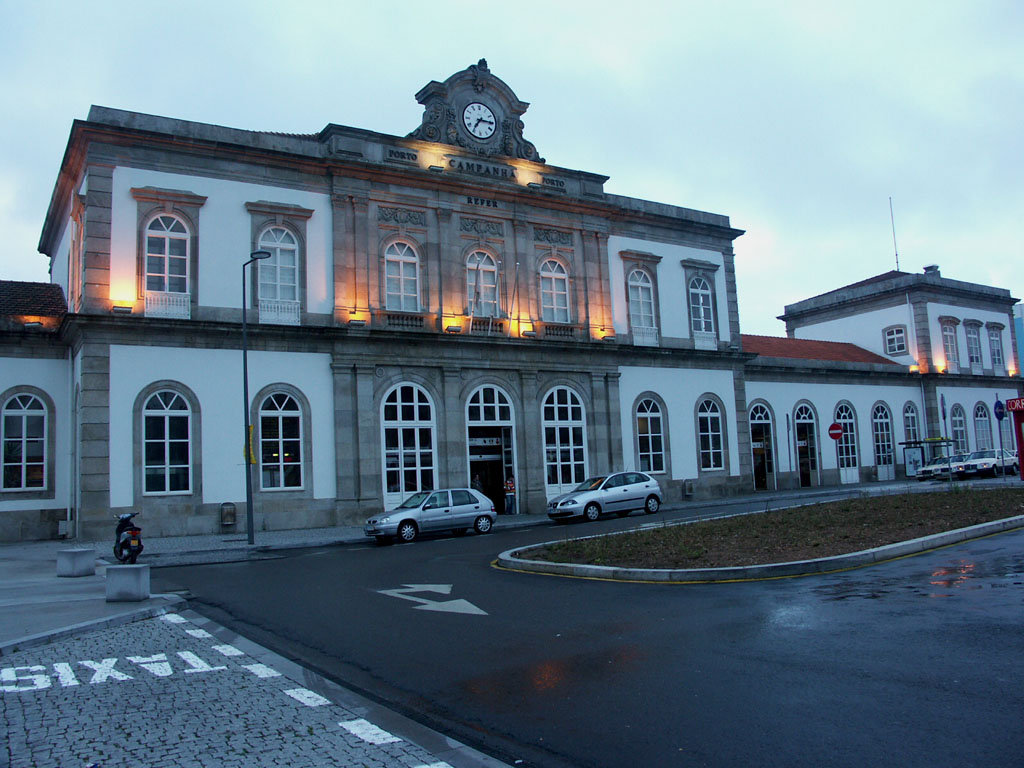
A estação de Campanhã é uma das principais estações da rede, oferecendo a correspondência com outros serviços da CP.

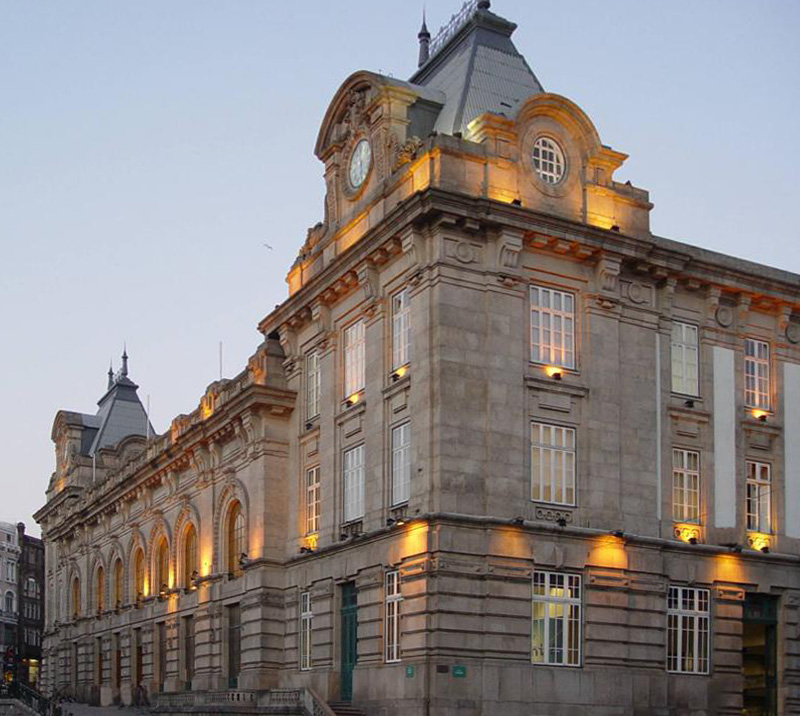
A estação de São Bento é uma das principais estações da rede, estando localizada na Baixa do Porto.

A CP Porto é o serviço ferroviário explorado pela CP - Comboios de Portugal, empresa pública portuguesa de caminhos de ferro, fazendo parte da CP Urbanos, que tem como missão a prestação de serviços ferroviários a partir da cidade do Porto com a sua área metropolitana e com cidades de sub-regiões próximas.
A rede tem 5 linhas com uma extensão total de 204,7 km[carece de fontes?] estando totalmente eletrificada e duplicada em quase toda a sua extensão, com certos percursos a ser quadruplicada. Centralizada na cidade do Porto, esta rede de transportes liga as grandes áreas urbanas dentro da sua área metropolitana com outras cidades como Braga no Cávado, Guimarães no Ave, Marco de Canaveses no Tâmega e Sousa e Aveiro na Região de Aveiro.
Os comboios urbanos circulam por 22 municípios, prestando assim um serviço para mais de 2,3 milhões de habitantes entre as cidades do Porto, Braga, Guimarães, Marco de Canaveses e Aveiro. Em 2019 registou-se cerca de 24 milhões de passageiros, o número mais elevado de sempre.

## História

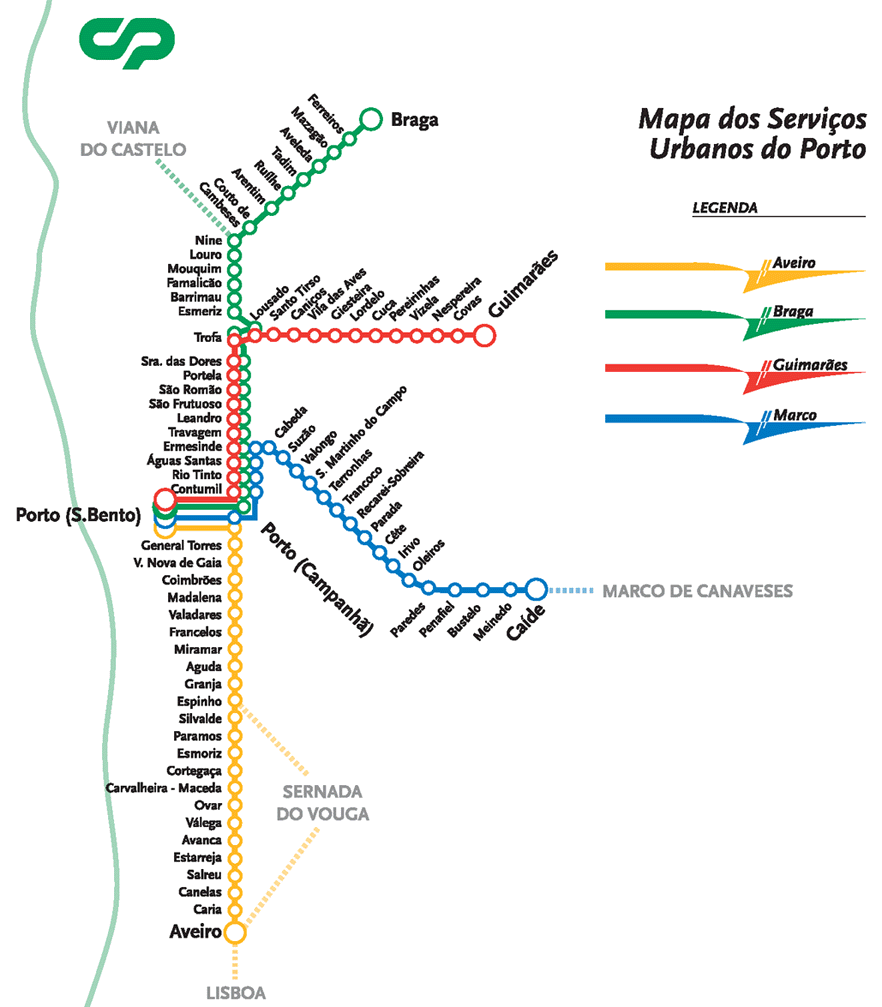
Serviços em 2011-2019.

No dia 6 de Novembro de 1997 o Conselho de Gerência da CP aprova uma nova reorganização da empresa com uma lógica de gestão empresarial para implementar a Directiva Comunitária 440/91 e a Lei de Bases do Sistema de Transportes Terrestres de 17 de Março de 1990, constituindo Unidades de Negócio organizadas em função dos diferentes segmentos de mercado, com autonomia de gestão. Nasceu assim a USGP - Unidade de Suburbanos do Grande Porto, assumindo estas duas especial relevância, uma vez que o transporte urbano representa cerca de 80% do total de passageiros da CP.
Em 2002, os comboios da série 3400, produzidos pela Siemens e pela Bombardier Transportation e adquiridos em 2002, são introduzidas em quase todas as linhas. Devido à forte procura, os comboios da série 2240, que se destinam ao transporte regional, ainda foram por vezes utilizados, uma vez que a empresa não dispõe de material circulante próprio em quantidade suficiente.
Devido à crise financeira em 2008, o governo português tentou colocar as linhas a concurso a partir do final de 2011, para que outras empresas privadas prestem o serviço ferroviário em vez da empresa pública, à semelhança da CP Urbanos de Lisboa com a Fertagus, que até hoje nunca foi introduzido.
Entre 2009 e 2011 existiu uma quinta linha, a Linha de Leixões, através da Concordância de São Gemil.
Em 2019, com a conclusão das obras de eletrificação do troço Caíde-Marco da Linha do Douro, a CP Porto prolonga os seus serviços urbanos de Caíde ao Marco de Canaveses, desaparecendo assim a necessidade de efetuar transbordo em Caíde (situação em que o serviço urbano da Linha do Marco vivia desde finais do século XX quando a empreitada de eletrificação da Linha do Douro se ficou por Caíde)
Em 2025, a Linha de Leixões é parcialmente reaberta ao transporte de passageiros, até Leça do Balio em Matosinhos, depois de 13 anos inativa onde só servia o transporte de mercadorias.

## Infraestrutura
Os comboios urbanos circulam por linhas ferroviárias administradas pelas Infraestruturas de Portugal, já a empresa responsável pela supervisão e desenvolvimento da rede ferroviária é o Instituto da Mobilidade e dos Transportes. As linhas ferroviárias, por onde os comboios urbanos circulam, tem maioritariamente duas vias (via dupla) e totalmente eletrificadas. Somente o troço entre as estações de Caíde e Marco de Canaveses, servida pela Linha do Marco de Canaveses na Linha do Douro, o troço entre Lousado e Guimarães, na Linha de Guimarães e o troço entre Contumil e Leça do Balio, na Linha de Leixões é que são em via única. 
As estações de São Bento e Campanhã, na cidade do Porto, aonde param todas as 5 linhas da rede, são as duas principais estações da rede dos comboios urbanos. A estação de São Bento oferece a centralidade para a Baixa do Porto, o centro da cidade, já a estação de Campanhã oferece a correspondência com o Terminal Intermodal de Campanhã e para outros serviços ferroviários, como os serviços Alfa Pendular, InterCidades, InterRegional e Regional. As duas estações oferecem transbordos para as diversas linhas do Metro do Porto e para as linhas de autocarro da STCP.

### Linhas ferroviárias
A rede dos comboios urbanos usam as seguintes linhas ferroviárias para prestarem os seus serviços urbanos:
- Linha do Norte  (servida pela Linha de Aveiro de Campanhã até Aveiro)
- Linha do Minho  (servida por todas as linhas de São Bento até Campanhã; até Ermesinde servida pelas linhas de Braga, Guimarães e do Marco; até Lousado servida pelas linhas de Braga e Guimarães; até Nine servida pela Linha de Braga)
- Ramal de Braga  (servida pela Linha de Braga de Nine até Braga)
- Linha de Guimarães  (servida pela Linha de Guimarães de Lousado até Guimarães)
- Linha do Douro  (servida pela Linha de Marco de Ermesinde até Marco de Canaveses)
- Linha de Leixões  (servida pela Linha de Leixões de Contumil até Leça do Balio)[7]

Linhas futuras em estudo:
- Linha do Vale do Sousa  (servida pela Linha do Vale do Sousa de Valongo até Felgueiras)[8]
- Linha do Vouga  (servida pela Linha do Vouga de Espinho até Oliveira de Azeméis)[9]

## Rede

Mapa com as cinco linhas dos serviços de comboios urbanos do Porto e suas conexões com o Metro do Porto e demais serviços da CP.

A rede consiste em 5 linhas e serve 87 estações e apeadeiros. A Linha de Aveiro é a linha mais extensa, percorrendo 66 km da rede e servindo 25 estações e apeadeiros. A Linha de Braga é, a par da Linha do Marco de Canaveses, a linha com mais paragens servindo só nessa linha 27 estações e apeadeiros, e a mais antiga, sendo inaugurada em 1875. Já a linha com a inauguração mais recente é a Linha de Marco, sendo inaugurada em 1997 e totalmente eletrificada (último troço entre Caíde e Marco de Canaveses) em 2019. A Linha de Leixões foi novamente aberta ao transporte de passageiros (até Leça do Balio em Matosinhos) em 2025. Todas as cinco linhas usam os comboios da série 3400, estando em circulação desde 2002.
As linhas de Braga e Guimarães seguem em direção a norte, para as sub-regiões do Cávado e do Ave, zonas com uma alta densidade populacional e dispõe de grandes zonas industriais e empresarias. Já a Linha de Marco segue em direção a este, aonde passa pela sub-região do Tâmega e Sousa, uma das zonas com mais jovens no país e igualmente dispõe de grandes zonas industriais e empresarias, chegando mais perto do rio Douro. A Linha de Aveiro segue em direção a sul, circulando na Linha do Norte, a linha ferroviária mais movimentada do país, passando por grande zonas urbanas no município de Vila Nova de Gaia.
A Linha de Braga é a linha que serve mais pessoas, passando por 8 municípios e servindo assim mais de 1,1 milhões de pessoas, a seguir vem a Linha de Guimarães, passando por 9 municípios e servindo mais de 1 milhão de pessoas, a Linha de Marco, passando por 9 municípios e servindo cerca de 900 mil pessoas, a Linha de Aveiro, passando por 6 municípios e servindo cerca de 730 mil habitantes e a Linha de Leixões, passando por 3 municípios e servindo cerca de 500 mil habitantes.
Existe também, em vez dos nomes do destino de cada uma das linhas, a divisão de cores. A Linha de Braga tem a cor verde, a Linha de Guimarães tem a cor vermelha, a Linha de Marco tem a cor azul, a Linha de Aveiro tem a cor amarela e a Linha de Leixões tem a cor púrpura.
| CP Urbanos do Porto | CP Urbanos do Porto                   | CP Urbanos do Porto | CP Urbanos do Porto | CP Urbanos do Porto | CP Urbanos do Porto    | CP Urbanos do Porto      |
| Linhas              | Linhas                                | Comprimento         | Estações            | T. Viagem           | Inauguração            | Material Circulante      |
| ------------------- | ------------------------------------- | ------------------- | ------------------- | ------------------- | ---------------------- | ------------------------ |
|                     | Porto-São Bento ↔ Braga               | 56,5 km             | 27                  | 1h20min             | 21 de maio de 1875     | UME CP 3400 (Bombardier) |
|                     | Porto-São Bento ↔ Aveiro              | 65,9 km             | 25                  | 1h49min             | 4 de novembro de 1877  | UME CP 3400 (Bombardier) |
|                     | Porto-São Bento ↔ Guimarães           | 58,3 km             | 24                  | 1h29min             | 30 de outubro de 1938  | UME CP 3400 (Bombardier) |
|                     | Porto-São Bento ↔ Marco de Canaveses  | 62,6 km             | 27                  | 1h22min             | 6 de novembro de 1997  | UME CP 3400 (Bombardier) |
|                     | Leça do Balio ↔ Porto-Campanhã ↔ Ovar | 13,1 + 35,3 km      | 7 + 16              | 1h15min             | 9 de fevereiro de 2025 | UME CP 3400 (Bombardier) |
|                     | Porto-São Bento ↔ Felgueiras          | 55,3 km             | 18                  | 57min               | Prevê-se após 2030     |                          |

Com uma extensão total de 215,3 km, a rede é composta por 5 linhas e serve 87 estações em 5 sub-regiões e 22 municípios nacionais, que contam com mais de 2,3 milhões de habitantes. O município de Vila Nova de Gaia conta com o maior número de paragens dentro do seu município, tendo 9 estações ou apeadeiros. A seguir são os municípios de Famalicão, Guimarães, Valongo e Braga com 7 estações ou apeadeiros, Paredes com 6 estações ou apeadeiros e Penafiel e Ovar com 5 estações ou apeadeiros.
| Os municípios com serviços dos CP Urbanos do Porto | Os municípios com serviços dos CP Urbanos do Porto | Os municípios com serviços dos CP Urbanos do Porto | Os municípios com serviços dos CP Urbanos do Porto | Os municípios com serviços dos CP Urbanos do Porto |
| Município                                          | Linha                                              | Paragens                                           | Habitantes (2021)                                  | Sub-região                                         |
| -------------------------------------------------- | -------------------------------------------------- | -------------------------------------------------- | -------------------------------------------------- | -------------------------------------------------- |
| Porto                                              | Braga, Guimarães, Marco, Leixões, Aveiro           | 3                                                  | 231.962                                            | AM do Porto                                        |
| Maia                                               | Braga, Guimarães, Marco, Leixões                   | 4                                                  | 134.959                                            | AM do Porto                                        |
| Gondomar                                           | Braga, Guimarães, Marco                            | 1                                                  | 164.255                                            | AM do Porto                                        |
| Valongo                                            | Braga, Guimarães, Marco                            | 7                                                  | 94.697                                             | AM do Porto                                        |
| Trofa                                              | Braga, Guimarães                                   | 3                                                  | 38.317                                             | AM do Porto                                        |
| Famalicão                                          | Braga, Guimarães                                   | 7                                                  | 133.574                                            | Ave                                                |
| Barcelos                                           | Braga                                              | 1                                                  | 116.777                                            | Cávado                                             |
| Braga                                              | Braga                                              | 7                                                  | 193.333                                            | Cávado                                             |
| Santo Tirso                                        | Guimarães                                          | 2                                                  | 67.785                                             | AM do Porto                                        |
| Vizela                                             | Guimarães                                          | 1                                                  | 23.901                                             | Ave                                                |
| Guimarães                                          | Guimarães                                          | 7                                                  | 156.849                                            | Ave                                                |
| Paredes                                            | Marco                                              | 6                                                  | 84.414                                             | AM do Porto                                        |
| Penafiel                                           | Marco                                              | 5                                                  | 69.687                                             | Tâmega e Sousa                                     |
| Lousada                                            | Marco                                              | 2                                                  | 47.401                                             | Tâmega e Sousa                                     |
| Amarante                                           | Marco                                              | 2                                                  | 52.119                                             | Tâmega e Sousa                                     |
| Marco de Canaveses                                 | Marco                                              | 2                                                  | 49.546                                             | Tâmega e Sousa                                     |
| Matosinhos                                         | Leixões                                            | 4                                                  | 172.557                                            | AM do Porto                                        |
| Vila Nova de Gaia                                  | Aveiro                                             | 9                                                  | 304.149                                            | AM do Porto                                        |
| Espinho                                            | Aveiro                                             | 3                                                  | 31.027                                             | AM do Porto                                        |
| Ovar                                               | Aveiro                                             | 5                                                  | 54.976                                             | Região de Aveiro                                   |
| Estarreja                                          | Aveiro                                             | 4                                                  | 26.224                                             | Região de Aveiro                                   |
| Aveiro                                             | Aveiro                                             | 2                                                  | 80.978                                             | Região de Aveiro                                   |
| 22 Municípios                                      | 5 Linhas                                           | 87                                                 | 2.329.430                                          | 5 Sub-regiões                                      |

## Frota em Serviço
| Série    | Imagem | Unidades em Operação                                     | Entr. em Serviço | Comprimento  | Vel. máx. | N.º Passag.          |
| -------- | ------ | -------------------------------------------------------- | ---------------- | ------------ | --------- | -------------------- |
| UME 3400 |        | 34 Unidades Quadruplas Elétricas                         | 2002             | 4 × 15,060 m | 140 km/h  | sent. + pé 180 + 435 |
| UTE 2240 |        | 8 Unidades Triplas Elétricas - Servem na Linha de Aveiro | 2004             | 3 × 22,890 m | 120 km/h  | sent. + pé 264 + 272 |

## Linhas

### Linha de Guimarães
A Linha de Guimarães liga o centro do Porto com a cidade de Guimarães, passando pelas cidades de Rio Tinto, Ermesinde, Trofa, Famalicão, Santo Tirso e Vizela, tendo um comprimento de 58,3 km e servindo 24 estações, ligando as duas cidades entre 1h03min e 1h29min. A linha atravessa as sub-regiões da Área Metropolitana do Porto e do Ave e liga os municípios de:
- Porto (estações de São Bento, Campanhã e Contumil)
- Gondomar (estação de Rio Tinto)
- Maia (apeadeiros de Águas Santas-Palmilheira, Leandro e São Frutuoso)
- Valongo (estação de Ermesinde e apeadeiros de  Palmilheira e Travagem)
- Trofa (estação da Trofa e apeadeiros de São Romão e Portela)
- Famalicão (estações de Lousado e Caniços)
- Santo Tirso (estações de Santo Tirso e Vila das Aves)
- Vizela (estação de Vizela)
- Guimarães (estações de Lordelo e Guimarães e apeadeiros de Giesteira, Cuca, Pereirinhas, Nespereira e Covas)

Atravessa 9 municípios, servindo mais de 1 milhão de habitantes nesses municípios.

### Linha de Braga
A Linha de Braga liga o centro do Porto com a cidade de Braga, passando pelas cidades de Rio Tinto, Ermesinde, Trofa e Famalicão, tendo um comprimento de 56,5 km e servindo 27 estações, ligando as duas cidades entre 50min e 1h20min. A linha atravessa as sub-regiões da Área Metropolitana do Porto, do Ave e do Cávado e liga os municípios de:
- Porto (estações de São Bento, Campanhã e Contumil)
- Gondomar (estação de Rio Tinto)
- Maia (apeadeiros de Águas Santas-Palmilheira, Leandro e São Frutuoso)
- Valongo (estação de Ermesinde e apeadeiros de Palmilheira e Travagem)
- Trofa (estação da Trofa e apeadeiros de São Romão e Portela)
- Famalicão (estações de Lousado, Famalicão e Nine e apeadeiros de Esmeriz, Barrimau, Mouqim e Louro)
- Barcelos (apeadeiro de Couto de Cambeses)
- Braga (estação de Arentim, Tadim e Braga e apeadeiros de Ruilhe, Aveleda, Mazagão e Ferreiros)

Atravessa 8 municípios, servindo mais de 1,1 milhões de habitantes nesses municípios.

### Linha de Aveiro
A Linha de Aveiro liga o centro do Porto com a cidade de Aveiro, passando pelas cidades de Estarreja, Ovar, Espinho e Vila Nova de Gaia tendo um comprimento de 65,9 km e servindo 25 estações, ligando as duas cidades entre 1h19min e 1h49min. A linha atravessa as sub-regiões da Área Metropolitana do Porto e da Região de Aveiro e liga os municípios de:
- Porto (estações de São Bento e Campanhã)
- Vila Nova de Gaia (estações de General Torres, Vila Nova de Gaia, Valadares e Granja e apeadeiros de Coimbrões, Madalena, Francelos, Miramar e Aguda)
- Espinho (estação de Espinho e apeadeiros de Silvalde e Paramos)
- Ovar (estações de Esmoriz, Ovar e Válega e apeadeiros de Cortegaça e Carvalheira-Maceda)
- Estarreja (estação de Estarreja e apeadeiros de Avanca, Salreu e Canelas)
- Aveiro (estação de Aveiro e apeadeiro de Cacia)

Atravessa 6 municípios, servindo mais de 730 mil habitantes nesses municípios.

### Linha do Marco
A Linha de Marco liga o centro do Porto com a cidade de Marco de Canaveses, passando pelas cidades de Rio Tinto, Ermesinde, Valongo, Paredes e Penafiel tendo um comprimento de 62,6 km e servindo 27 estações, ligando as duas cidades entre 1h10min e 1h22min. A linha atravessa as sub-regiões da Área Metropolitana do Porto e do Tâmega e Sousa e liga os municípios de:
- Porto (estações de São Bento, Campanhã e Contumil)
- Gondomar (estação de Rio Tinto)
- Maia (apeadeiro de Águas Santas-Palmilheira)
- Valongo (estações de Ermesinde e Valongo e apeadeiros de Palmilheira, Cabêda, Suzão e São Martinho do Campo)
- Paredes (estações de Recarei-Sobreira, Cête e Paredes e apeadeiros de Terronhas, Trancoso e Parada)
- Penafiel (estações de Irivo e Penafiel e apeadeiros de Oleiros, Bustelo e Recesinhos)
- Lousada (estação de Caíde e apeadeiro de Meinedo)
- Amarante (estação de Vila Meã e apeadeiro de Oliveira)
- Marco de Canaveses (estações de Livração e Marco de Canaveses)

Atravessa 9 municípios, servindo mais de 900 mil habitantes nesses municípios.

### Linha de Leixões
A Linha de Leixões liga o Terminal Intermodal de Campanhã no Porto com a vila de Leça do Balio, num troço com um comprimento de 13,1 km e servindo 7 estações, sendo que alguns serviços ligam Matosinhos a Ovar, sem transbordos, passando pelas cidades de Espinho, Vila Nova de Gaia e Porto tendo um comprimento total de 48,4 km e servindo 23 estações, ligando as duas cidades entre 1h05min e 1h15min. A linha atravessa as sub-regiões da Área Metropolitana do Porto e da Região de Aveiro e liga os municípios de:
- Porto (estações de Campanhã e Contumil)
- Maia (estação de São Gemil)
- Matosinhos (estações do Hospital de São João, São Mamede de Infesta e Leça do Balio e apeadeiro de Arroteia)
- Continuação pela Linha de Aveiro utilizando a Linha do Norte até à cidade de Ovar

Atravessa 3 municípios, servindo mais de 500 mil habitantes nesses municípios.

### Linha de Felgueiras/Vale do Sousa (Planeada)
A Linha de Felgueiras/Vale do Sousa é uma linha planeada que, caso seja construída, permitirá a ligação entre o centro do Porto e a cidade de Felgueiras, passando pelas cidades de Valongo, Paços de Ferreira e Freamunde, utilizando secções das linhas do Minho e do Douro no seu percurso, assim como de 36,7 km de nova rede e a construção de oito novas estações até Felgueiras. Assim, a linha com um comprimento total de 55,3 km e servindo 18 estações permitirá ligar as duas cidades em 57min. A linha atravessará as sub-regiões da Área Metropolitana do Porto e do Tâmega e Sousa e ligará os municípios de:
- Porto (estações de São Bento, Campanhã e Contumil)
- Gondomar (estação de Rio Tinto)
- Maia (apeadeiros de Águas Santas-Palmilheira)
- Valongo (estações de Ermesinde e Valongo e apeadeiros de Palmilheira, Cabêda, Suzão e São Martinho do Campo)
- Paredes (estação de Lordelo e apeadeiros de Gandra e Rebordosa)
- Paços de Ferreira (estações de Paços de Ferreira e Freamunde)
- Lousada (estação de Lousada)
- Felgueiras (estação de Felgueiras e apeadeiro de Longra)

Está também prevista, numa segunda fase, a extensão da linha até Amarante, com paragens em Lixa e junto ao Hospital de Amarante, assim como a possível reativação da Linha do Tâmega entre as estações de Livração e Amarante.
Atravessará 8 municípios (9 se incluir Amarante), servindo mais de 550 mil habitantes nesses municípios. 

## Passageiros
Entre 2006 e 2011 registou-se um aumento de quase 5 milhões de passageiros a usarem os serviços urbanos, crescendo de 16 milhões de passageiros em 2005 para 21 milhões de passageiros em 2011. A partir daí, o número de passageiros baixou para um mínimo de 19 milhões em 2013 por causa da crise financeira, tendo o governo português reduzido o financiamento dos serviços urbanos e daí reduzido os horários das circulações dos comboios.
De 2013 até 2019 o número de passageiros voltou a crescer em perto de 5 milhões, de 19 milhões em 2013 para quase 24 milhões em 2019. Por causa da pandemia COVID-19 e as restrições de circulação, o número de passageiros baixou drasticamente para 11,6 milhões de passageiros em 2020 e 13,8 milhões em 2021. 
Já no primeiro primeiro semestre de 2022, o número de passageiros bateu o recorde de 10 milhões e superou os números de 2019, antes da pandemia.
| Número de passageiros transportados nos CP Urbanos do Porto | Número de passageiros transportados nos CP Urbanos do Porto | Número de passageiros transportados nos CP Urbanos do Porto | Número de passageiros transportados nos CP Urbanos do Porto | Número de passageiros transportados nos CP Urbanos do Porto | Número de passageiros transportados nos CP Urbanos do Porto | Número de passageiros transportados nos CP Urbanos do Porto | Número de passageiros transportados nos CP Urbanos do Porto | Número de passageiros transportados nos CP Urbanos do Porto | Número de passageiros transportados nos CP Urbanos do Porto | Número de passageiros transportados nos CP Urbanos do Porto | Número de passageiros transportados nos CP Urbanos do Porto | Número de passageiros transportados nos CP Urbanos do Porto | Número de passageiros transportados nos CP Urbanos do Porto | Número de passageiros transportados nos CP Urbanos do Porto | Número de passageiros transportados nos CP Urbanos do Porto | Número de passageiros transportados nos CP Urbanos do Porto | Número de passageiros transportados nos CP Urbanos do Porto | Número de passageiros transportados nos CP Urbanos do Porto | Número de passageiros transportados nos CP Urbanos do Porto | Número de passageiros transportados nos CP Urbanos do Porto |
| Anos                                                        | 2005                                                        | 2006                                                        | 2007                                                        | 2008                                                        | 2009                                                        | 2010                                                        | 2011                                                        | 2012                                                        | 2013                                                        | 2014                                                        | 2015                                                        | 2016                                                        | 2017                                                        | 2018                                                        | 2019                                                        | 2020                                                        | 2021                                                        | 2022                                                        | 2023                                                        | 2024                                                        |
| ----------------------------------------------------------- | ----------------------------------------------------------- | ----------------------------------------------------------- | ----------------------------------------------------------- | ----------------------------------------------------------- | ----------------------------------------------------------- | ----------------------------------------------------------- | ----------------------------------------------------------- | ----------------------------------------------------------- | ----------------------------------------------------------- | ----------------------------------------------------------- | ----------------------------------------------------------- | ----------------------------------------------------------- | ----------------------------------------------------------- | ----------------------------------------------------------- | ----------------------------------------------------------- | ----------------------------------------------------------- | ----------------------------------------------------------- | ----------------------------------------------------------- | ----------------------------------------------------------- | ----------------------------------------------------------- |
| Passageiros (em milhões)                                    | 16,6                                                        | 18,1                                                        | 18,7                                                        | 20                                                          | 20,6                                                        | 21,1                                                        | 21,1                                                        | 19,4                                                        | 19,1                                                        | 19,7                                                        | 20,1                                                        | 20,8                                                        | 21,6                                                        | 22                                                          | 23,7                                                        | 11,6                                                        | 13,8                                                        | 20,6                                                        | 19,9                                                        | 23,9                                                        |
| Fonte                                                       | [ 19 ]                                                      | [ 19 ]                                                      | [ 20 ]                                                      | [ 21 ]                                                      | [ 22 ]                                                      | [ 23 ]                                                      | [ 24 ]                                                      | [ 25 ]                                                      | [ 26 ]                                                      | [ 27 ]                                                      | [ 28 ]                                                      | [ 29 ]                                                      | [ 30 ]                                                      | [ 31 ]                                                      | [ 2 ]                                                       | [ 32 ]                                                      | [ 33 ]                                                      | [ 34 ]                                                      | [ 35 ]                                                      | [ 36 ]                                                      |

| Passageiros transportados por ano (2005-2024) |
|                                               |